# (12211) Arnoschmidt
(12211) Arnoschmidt est un astéroïde de la ceinture principale.

## Description
(12211) Arnoschmidt est un astéroïde de la ceinture principale. Il fut découvert le 28 mai 1981 à La Silla par Hans-Emil Schuster. Il présente une orbite caractérisée par un demi-grand axe de 3,12 UA, une excentricité de 0,16 et une inclinaison de 15,2° par rapport à l'écliptique.

## Compléments